# Edinburgh-of-the-Seven-Seas
Edinburgh-of-the-Seven-Seas (Engels voor Edinburgh van de zeven zeeën) is de hoofdplaats van het eiland Tristan da Cunha, onderdeel van de Britse overzeese gebieden met Sint-Helena in de zuidelijke Atlantische Oceaan als bestuursplaats. De plaats wordt door de bewoners zelf the Settlement ("de Nederzetting") genoemd.
De plaats ligt aan de noordkant, het enige gedeelte van het eiland dat enigszins vlak terrein is. Er is geen vliegveld maar wel een kleine zeehaven. De plaats heette eerst Tristan settlement ("Nederzetting van Tristan") en werd in 1867 vernoemd op voorstel van de 'woordvoerder'/gouverneur Pieter Groen naar prins Alfred, de hertog van Edinburgh en de tweede zoon van koningin Victoria die het eiland in dat jaar bezocht. De plaats  wordt de meest afgelegen plaats ter wereld genoemd. De dichtstbijzijnde bewoonde plaats is Jamestown op Sint-Helena, op een afstand van 2334 km van het eiland. Er is echter wel op Gough eiland sinds 1956 een team van het Zuid-Afrikaanse weerstation gevestigd, aangevuld met een onderzoeker naar flora en fauna, jaarlijks wisselend. Er wonen circa 269 mensen in Edinburgh-of-the-Seven-Seas.